# Dactylorhiza fuchsii
Dactylorhiza fuchsii (Druce) Soó, 1962 è una pianta appartenente alla famiglia delle Orchidacee.

## Etimologia
L'epiteto specifico è in onore al botanico e medico tedesco Leonhart Fuchs (1501 – 1566).

## Descrizione

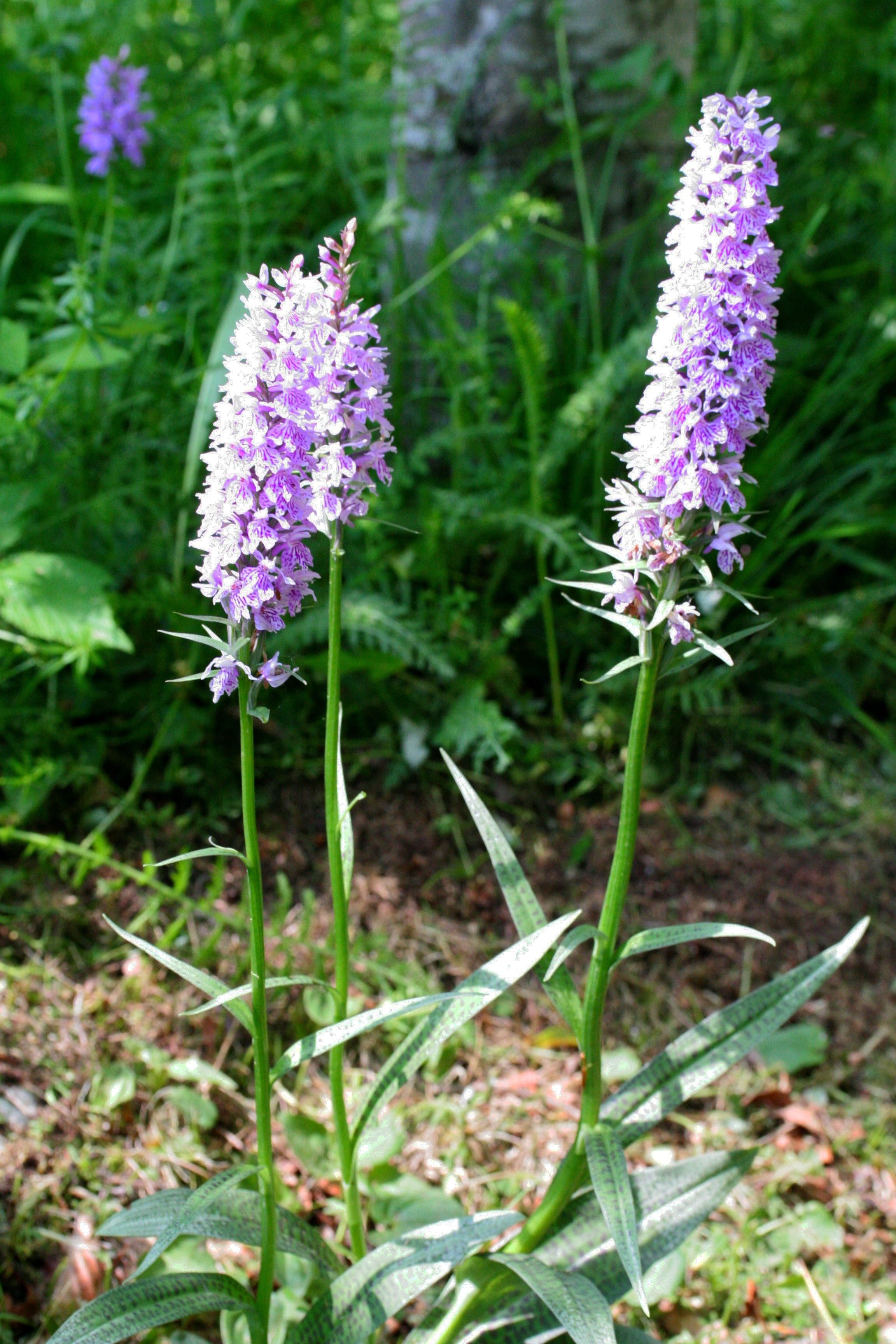
Il portamento. Località: Giardino Botanico Alpino "Giangio Lorenzoni", Pian Cansiglio, Tambre d'Alpago (BL), 1000 m s.l.m. - 13/06/2009

L'altezza di queste piante varia da 18 a 45 cm (massimo 70 cm). La forma biologica è geofita bulbosa (G bulb), ossia sono piante perenni erbacee che portano le gemme in posizione sotterranea. Durante la stagione avversa non presentano organi aerei e le gemme si trovano in organi sotterranei chiamati bulbi o tuberi, organi di riserva che annualmente producono nuovi fusti, foglie e fiori. È un'orchidea terrestre in quanto contrariamente ad altre specie, non è “epifita”, ossia non vive su altri vegetali di maggiori proporzioni seppur senza recagli danni

### Radici
Le radici sono fascicolate e secondarie da bulbo, e si trovano nella parte superiore dei bulbi.

### Fusto
- Parte ipogea:  la parte sotterranea del fusto è composta da due tuberi palmati (o rizotuberi) ognuno più o meno profondamente diviso in più lobi (3 – 4 tubercoli);  il primo svolge delle importanti funzioni di alimentazione del fusto, mentre il secondo raccoglie materiali nutritizi di riserva per lo sviluppo della pianta che si formerà nell'anno venturo.
- Parte epigea: la parte aerea del fusto è eretta, robusta, cilindrica e piena (non cava); la superficie è striata. Alla base sono presenti due o tre guaine tubolari (foglie radicali atrofizzate).

### Foglie

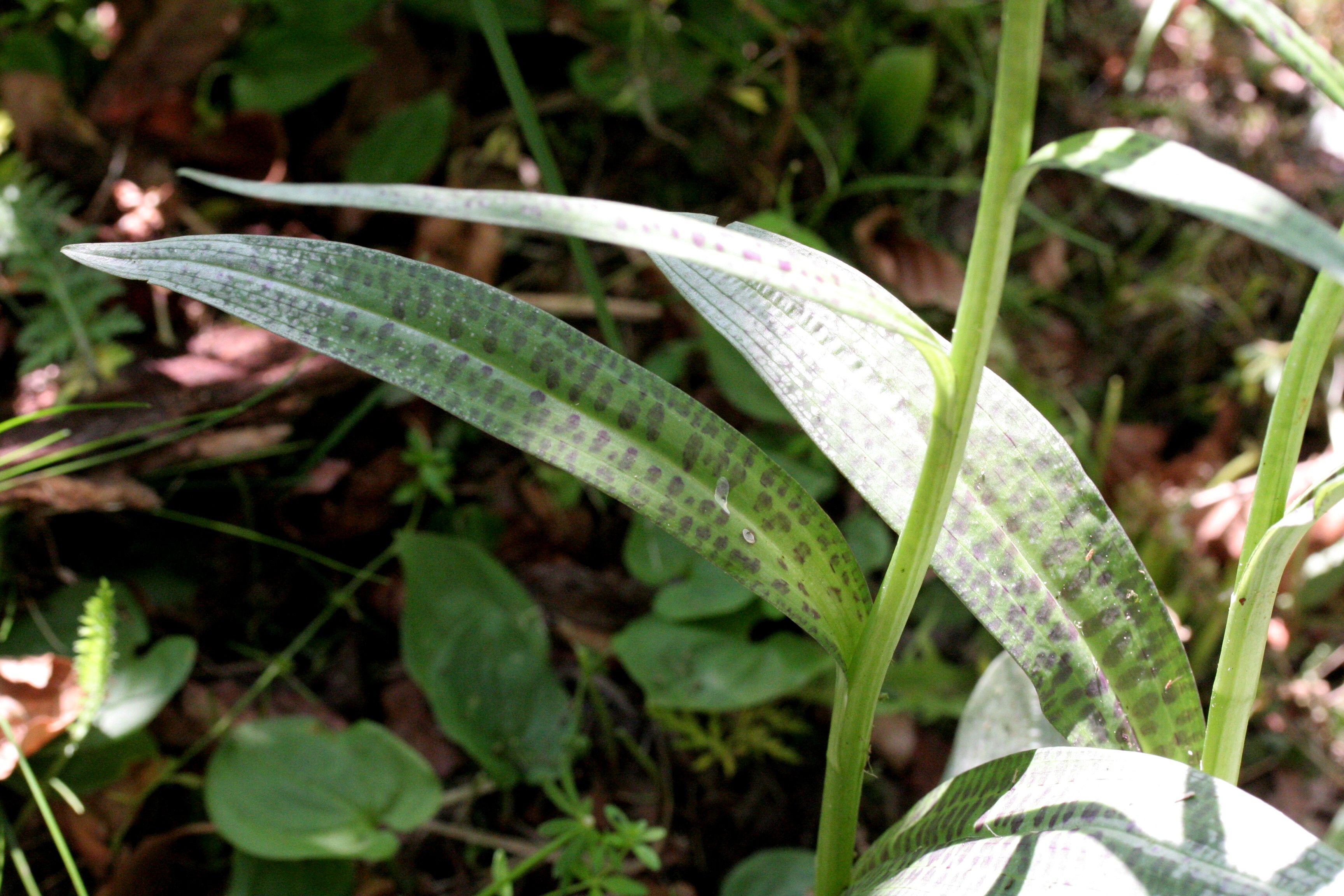
La foglia
Località: Giardino Botanico Alpino "Giangio Lorenzoni", Pian Cansiglio, Tambre d'Alpago (BL), 1000 m s.l.m. - 13/06/2009

Le foglie (5 – 10 in tutto) sono più o meno lanceolate, carenate, ad apice acuminato e ripiegate verso l'alto e comunque a disposizione eretta (quasi patente); la superficie presenta delle "macchie" scure (da cui il nome della specie) a forma ellissoide-allungata; in alcuni casi le macchie si infittiscono fino a sovrapporsi; sono presenti inoltre delle nervature parallele (non troppo evidenti) disposte longitudinalmente. Le foglie possono essere sia radicali (o basali) che caulinari; entrambe sono amplessicauli e abbraccianti il fusto. La disposizione delle foglie lungo il fusto è alterna.
- Foglie basali: quella basali sono da lineari-spatolate a oblanceolate; avvolgono il fusto solamente nella parte basale. Dimensione delle foglie: larghezza 1 – 3 cm; lunghezza 5 – 8 cm (massimo 12 cm).
- Foglie cauline: quelle cauline sono lineari-spatolate e progressivamente più lineari-ristrette.

### Infiorescenza

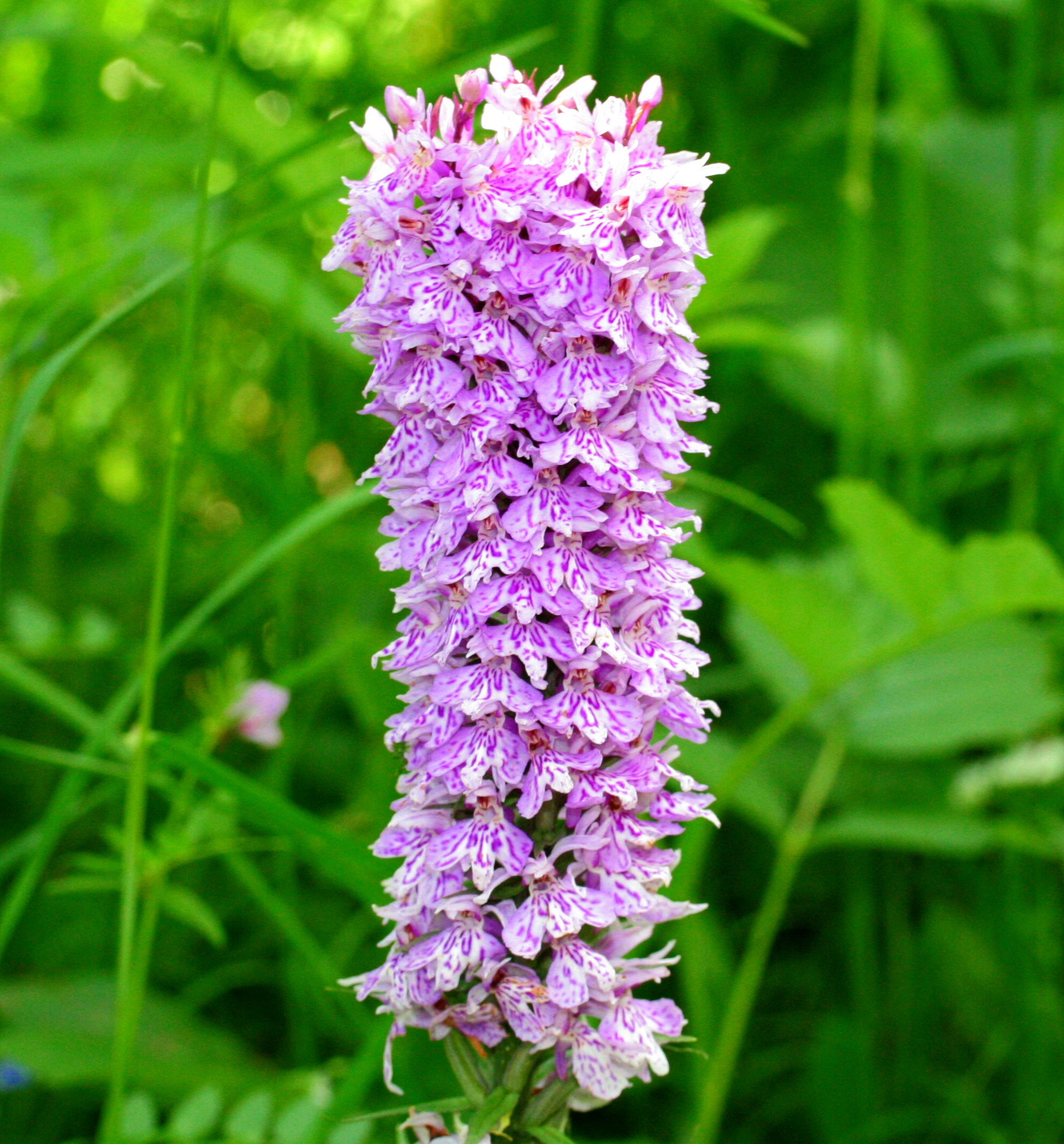
Infiorescenza
Località: Giardino Botanico Alpino "Giangio Lorenzoni", Pian Cansiglio, Tambre d'Alpago (BL), 1000 m s.l.m. - 13/06/2009

L'infiorescenza è composta da fiori raccolti in dense spighe (oltre 50 fiori). Nella prima fioritura la forma dell'infiorescenza è conica, poi a fine fioritura si stabilizza in una forma più cilindrica. I fiori sono posti alle ascelle di brattee membranose a forma lanceolato-lineare, lunghe un po' meno dei fiori e con apice appuntito. I fiori inoltre sono resupinati, ruotati sottosopra tramite torsione dell'ovario; in questo caso il labello è volto in basso. Lunghezza delle brattee: 10 – 16 mm. Lunghezza dell'infiorescenza: 3 – 6 cm (massimo 10 cm).

### Fiore

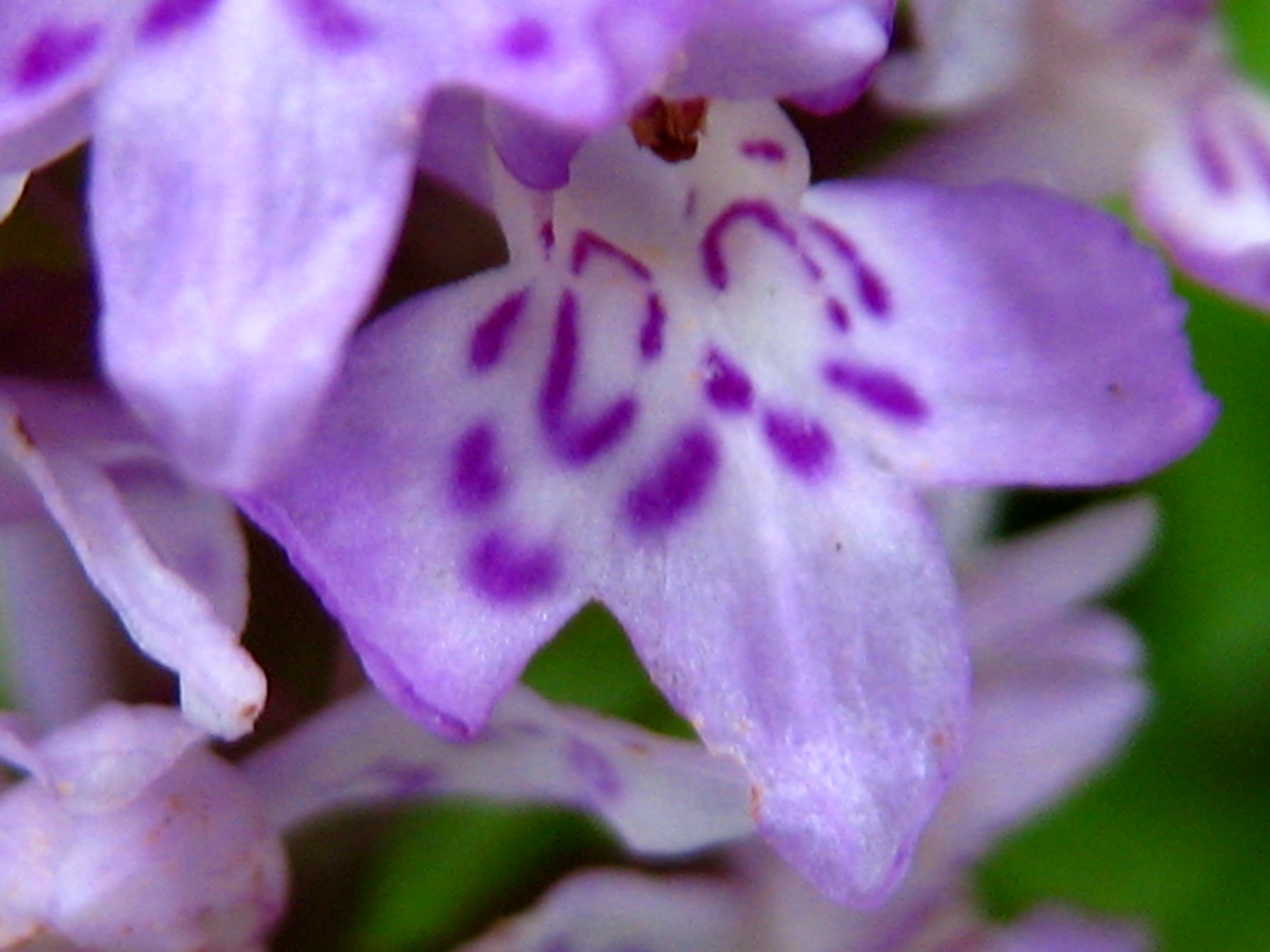
Il fiore

I fiori sono ermafroditi ed irregolarmente zigomorfi, pentaciclici (perigonio a 2 verticilli di tepali, 2 verticilli di stami (di cui uno solo fertile – essendo l'altro atrofizzato), 1 verticillo dello stilo).  I fiori sono pedicellati. I colori variano dal rosa intenso al rosa pallido quasi bianco con screziature più scure presenti soprattutto sul labello (a volte anche ai margini dei tepali). Lunghezza del pedicello: 9 – 10 mm.
- Formula fiorale: per queste piante viene indicata la seguente formula fiorale:

P 3+3, [A 1, G (3)]
- Perigonio: il perigonio è composto da 2 verticilli con 3 tepali (o segmenti) ciascuno (3 interni e 3 esterni). I tepali esterni sono patenti: i due laterali hanno una forma lanceolata con apice ottuso e macchie scure sulle venature (3 venature oblique); mentre quello centrale è più ovato, concavo, con 3 venature longitudinali e insieme ai due tepali interni centrali (che sono conniventi) formano una specie di cappuccio a protezione degli organi riproduttori. Dei tre tepali interni quello mediano (chiamato labello) è molto diverso dagli altri che sono sub-lanceolati e con 3 venature. Dimensioni del tepalo centrale: larghezza 2 mm; lunghezza 6 – 9 mm. Dimensione dei tepali laterali esterni: larghezza 2,5 mm; lunghezza 7 – 8 mm. Dimensione dei due tepali interni: larghezza 2 mm; lunghezza 6 – 9 mm.
- Labello:  il labello (semplice – non formato da due parti distinte), brevemente saldato al ginostemio, è trilobo con il lobo centrale ben evidente (l'incisione supera metà lunghezza del labello) e dentiforme, mentre i due laterali sono più larghi di quello centrale, ma meno lunghi. Sul retro, alla base, il labello è prolungato in uno sperone sub-cilindrico, sottile, lungo ma comunque più breve dell'ovario. La superficie del labello è percorsa da macchie colorate più scure alcune con un caratteristico andamento filiforme tipico di queste orchidee; il bordo può essere crenulato. Dimensione dello sperone: larghezza 1 – 2,5 mm; lunghezza 6 – 10 mm. Dimensione del labello: larghezza 8 – 14 mm; lunghezza 7 – 11 mm. Dimensione del lobo centrale: larghezza 1,5 – 2,5 mm; lunghezza 3 – 4 mm.
- Ginostemio:  lo stame con le rispettive antere (in realtà si tratta di una sola antera fertile biloculare – a due logge) è concresciuto con lo stilo e forma una specie di organo colonnare chiamato "ginostemio"[5]. Quest'organo è posizionato all'interno-centro del fiore e in questa specie è molto breve ma con una ampia area stigmatifera. Il polline ha una consistenza gelatinosa; e si trova nelle due logge dell'antera, queste sono fornite di una ghiandola vischiosa (chiamata retinacolo). I pollinii sono inseriti sui due retinacoli tramite delle caudicole, mentre i retinacoli sono protetti da un'unica borsicola rostellare (a forma di coppa). L'ovario, sessile in posizione infera  è formato da tre carpelli fusi insieme[3].
- Fioritura: fiorisce da maggio a luglio.

### Frutti

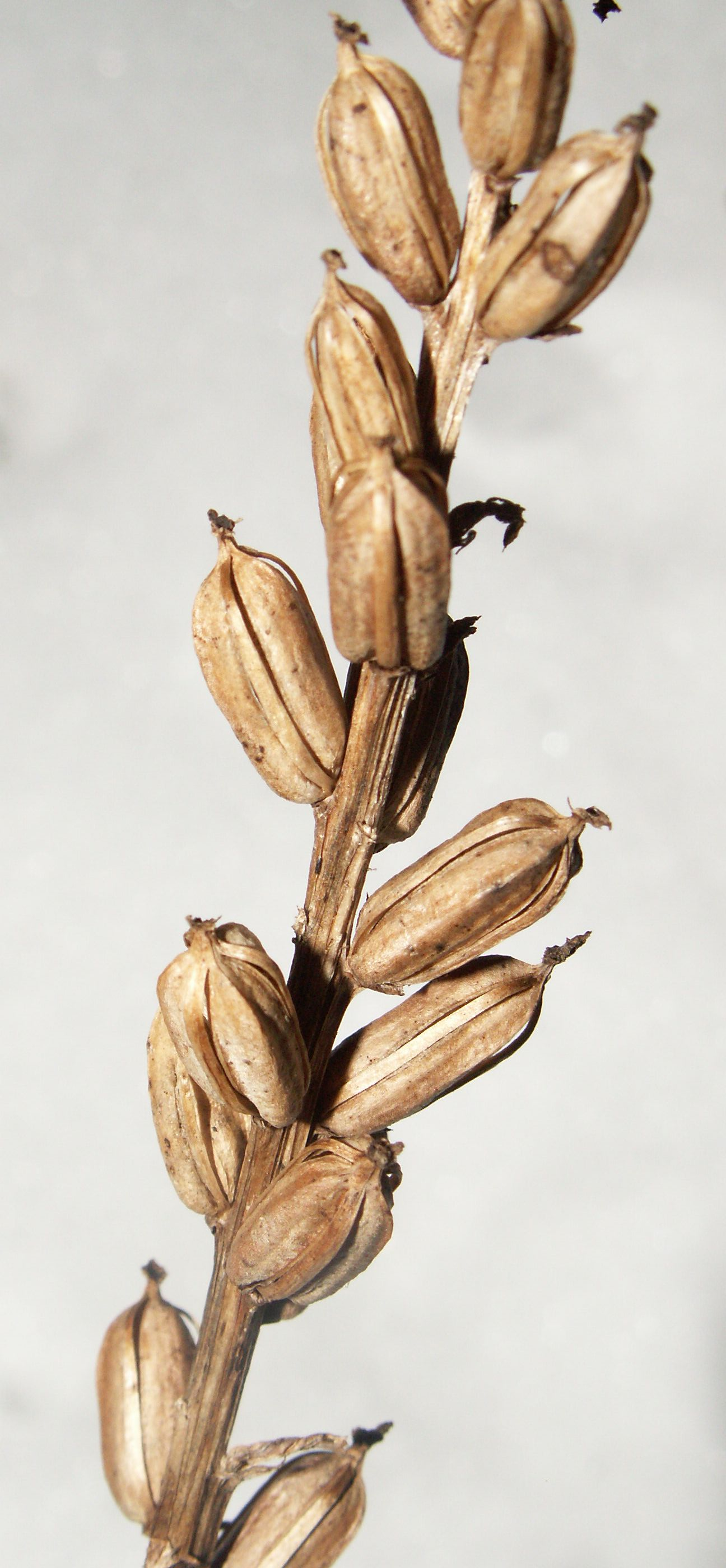
I frutti

Il frutto è una capsula.  Al suo interno sono contenuti numerosi minutissimi semi piatti. Questi semi sono privi di endosperma e gli embrioni contenuti in essi sono poco differenziati in quanto formati da poche cellule. Queste piante vivono in stretta simbiosi con micorrize endotrofiche, questo significa che i semi possono svilupparsi solamente dopo essere infettati dalle spore di funghi micorrizici (infestazione di ife fungine). Questo meccanismo è necessario in quanto i semi da soli hanno poche sostanze di riserva per una germinazione in proprio.

## Biologia
La riproduzione di questa pianta può avvenire in due modi: 
- per via sessuata grazie all'impollinazione degli insetti pronubi; la germinazione dei semi è tuttavia condizionata dalla presenza di funghi specifici (i semi sono privi di albume – vedi sopra).
- per via vegetativa in quanto uno dei due bulbi possiede la funzione vegetativa per cui può emettere gemme avventizie capaci di generare nuovi individui (l'altro bulbo generalmente è di riserva).

## Distribuzione e habitat
Questa specie ha un areale Paleotemperato – Eurosiberiano. È presente sui rilievi europei, in Mongolia, sui Monti Altaj e in tutta l'Asia settentrionale. In Italia si trova soprattutto nelle Alpi e, un po' più raramente, negli Appennini settentrionali.
L'habitat tipico di questa specie sono i boschi di conifere, di faggete e castagneti, ma anche i prati moderatamente umidi, torbiere e margini dei ruscelli. Il substrato preferito è calcareo anche se sembra non sia legata particolarmente a questo tipo di substrato.
Sui rilievi queste piante si possono trovare dai 900 fino ai 2300 m s.l.m.; frequentano quindi i seguenti piani vegetazionali: montano, subalpino e alpino.

### Fitosociologia
Dal punto di vista fitosociologico la specie di questa voce appartiene alla seguente comunità vegetale:
Formazione: delle comunità delle paludi e delle sorgenti
Classe: Scheuchzerio-Caricetea

## Tassonomia
All'interno del genere Dactylorhiza l'orchidea di questa voce fa parte della sezione Maculatae caratterizzata dall'avere dei tuberi profondamente divisi in diversi tubercoli e lo sperone del labello più breve dell'ovario.
In passato veniva inquadrata come sottospecie di Dactylorhiza maculata (L.) Soó, 1962, in base a recenti studi filogenetici è stata elevata al rango di specie con la denominazione di:
- Dactylorhiza fuchsii (Druce) Soó, 1962

Il numero cromosomico di D. fuchsii è: 2n = 40 (forma diploide).

### Sottospecie
Sono note le seguenti sottospecie:
- Dactylorhiza fuchsii subsp. fuchsii
- Dactylorhiza fuchsii subsp. carpatica (Batouek & Kreutz) Kreutz
- Dactylorhiza fuchsii subsp. hebridensis (Wilmott) Soó
- Dactylorhiza fuchsii subsp. okellyi (Druce) Soó
- Dactylorhiza fuchsii subsp. psychrophila (Schltr.) Holub
- Dactylorhiza fuchsii subsp. sooana (Borsos) Borsos

### Ibridi

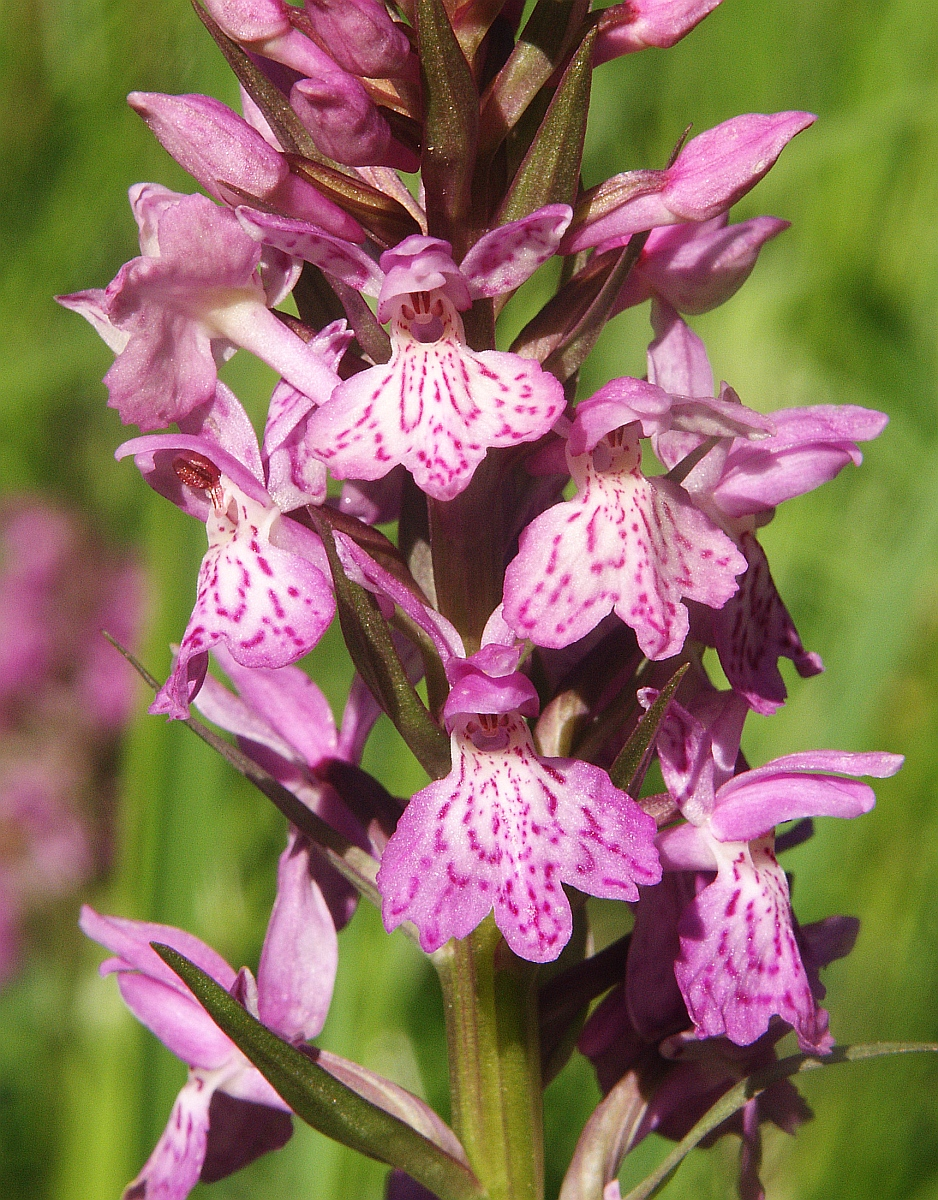
Dactylorhiza × braunii (D. fuchsii × D. majalis)

Sono noti i seguenti ibridi con altre specie dello stesso genere (ibridazione interspecifica):
- Dactylorhiza × braunii (Halácsy) Borsos & Soó - ibrido con  D. majalis
- Dactylorhiza × hjertsonii P.P.Ferrer, J.L.Lozano, R.Roselló, Feliu & Peña-Riv., 2018 - ibrido con D. elata
- Dactylorhiza × lillsundica Kreutz, 1993 - ibrido con D. incarnata  subsp. ochroleuca
- Dactylorhiza × mixta (Asch. & Graebn.) B.Bock, 2012 - ibrido con D. viridis
- Dactylorhiza × stagni-novi D.Tyteca & Gathoye, 1988 - ibrido con D. brennensis
- Dactylorhiza × estonica Jagiełło & V.Kuusk, 1989 - ibrido con D. ruthei

Questa specie può ibridarsi anche con specie di generi diversi (ibridazione intergenerica):
- × Dactylitella alto-ovirensis Jakely & Könighofer, 2018 - ibrido con Gymnadenia lithopolitanica
- × Dactylodenia lawalreei P.Delforge & D.Tyteca, 1982 - ibrido con Gymnadenia odoratissima
- × Rhizanthera martysiensis Balayer, 1986 - ibrido con Platanthera chlorantha
- × Cephalorhiza hybrida (Holuby ex Soó) B.Bock, 2012 - ibrido con Cephalanthera damasonium

### Sinonimi
La specie di questa voce ha avuto nel tempo diverse nomenclature. L'elenco che segue indica alcuni tra i sinonimi più frequenti:
- Dactylorchis fuchsii (Druce) Verm., 1947
- Dactylorhiza maculata subsp. fuchsii (Druce ex Soó) Hyl., 1966
- Orchis fuchsii Druce, 1915 (basionimo)
- Orchis maculata var. meyeri Rchb.

### Specie simili
Le orchidee che più si avvicinano al fiore di questa voce sono Dactylorhiza maculata, che si distingue per un labello meno profondamente trilobo e Dactylorhiza saccifera, che si distingue per avere uno sperone grosso e sacciforme (a forma di sacco) e le brattee dell'infiorescenza lunghe quanto o più dei fiori.

Un'altra specie molto simile è Dactylorhiza majalis; si distingue per i seguenti caratteri: le macchie delle foglie sono meno allungate, le brattee dell'infiorescenza sono più lunghe e quelle inferiori travalicano l'infiorescenza stessa, quest'ultima tende ad essere meno cilindrica (un po' più globosa), il fusto è cavo (e non pieno), le foglie sono leggermente più grandi.

Altre orchidee simili sono la Dactylorhiza incarnata e Dactylorhiza lapponica: si distinguono in quanto l'habitat è abbastanza diverso (acquitrini e torbiere) e comunque il fusto è cavo.

## Conservazione
Come tutte le orchidee è una specie protetta e quindi ne è vietata la raccolta e il commercio ai sensi della Convenzione sul commercio internazionale delle specie minacciate di estinzione (CITES).

## Galleria d'immagini

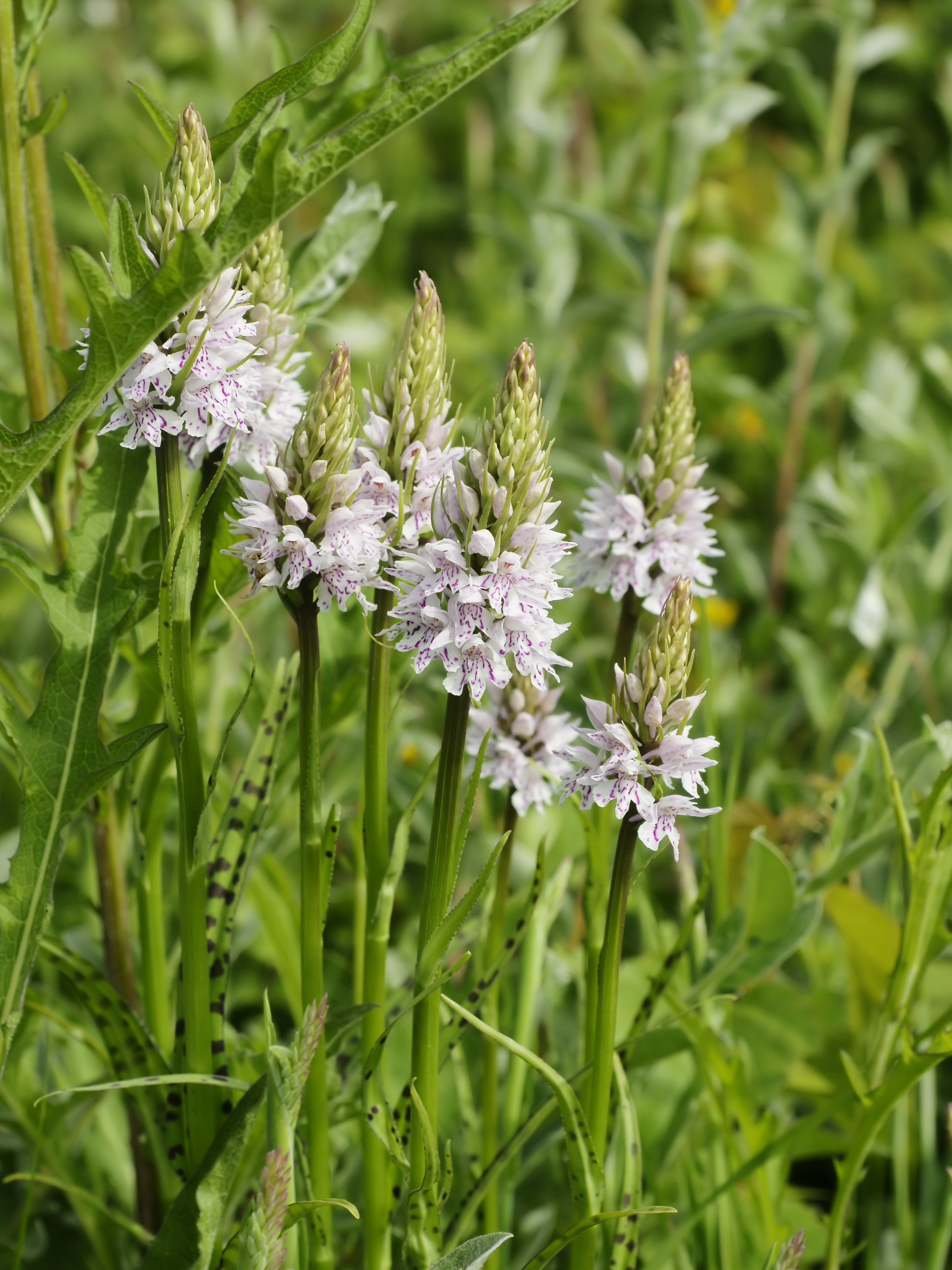
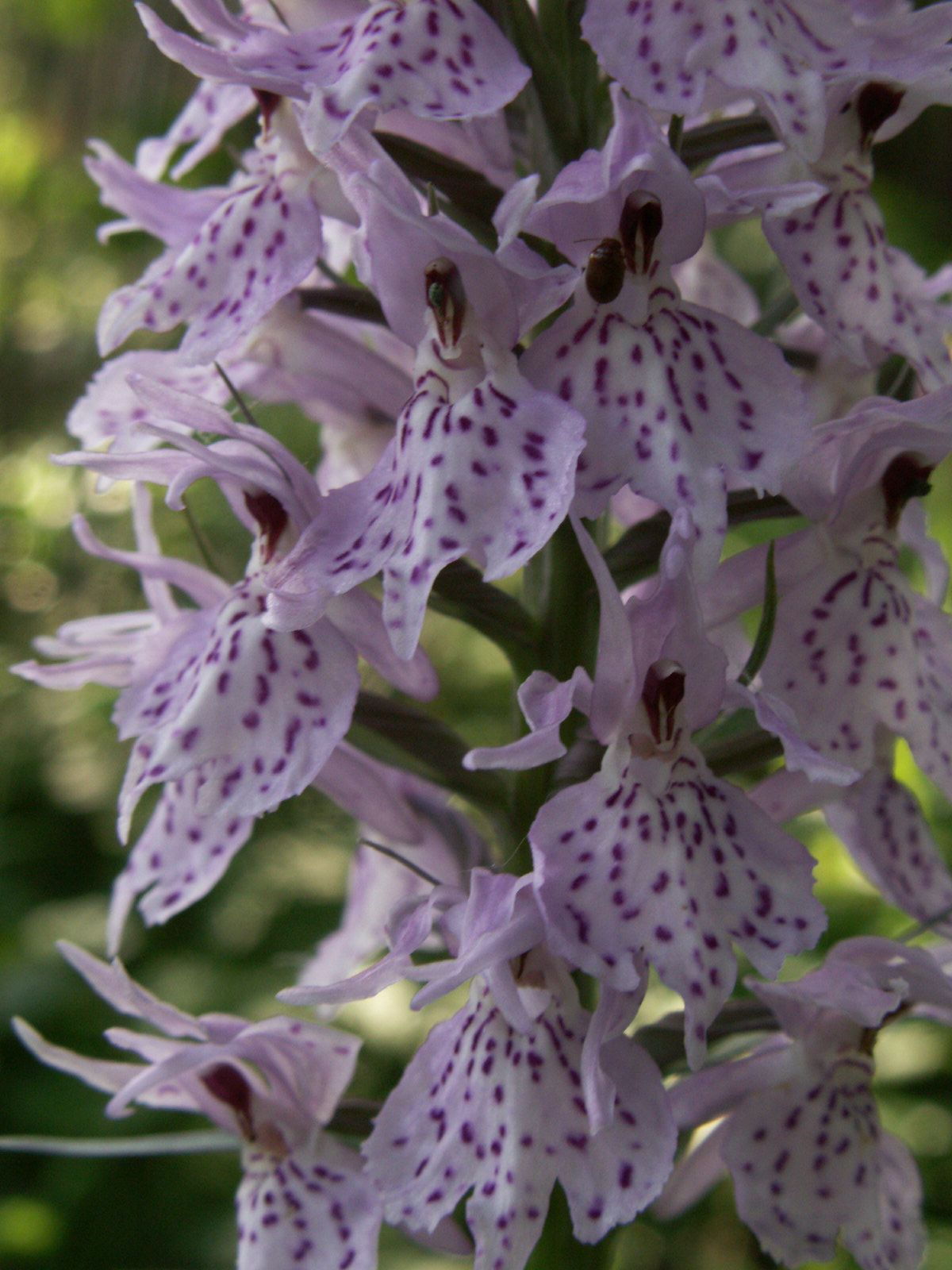
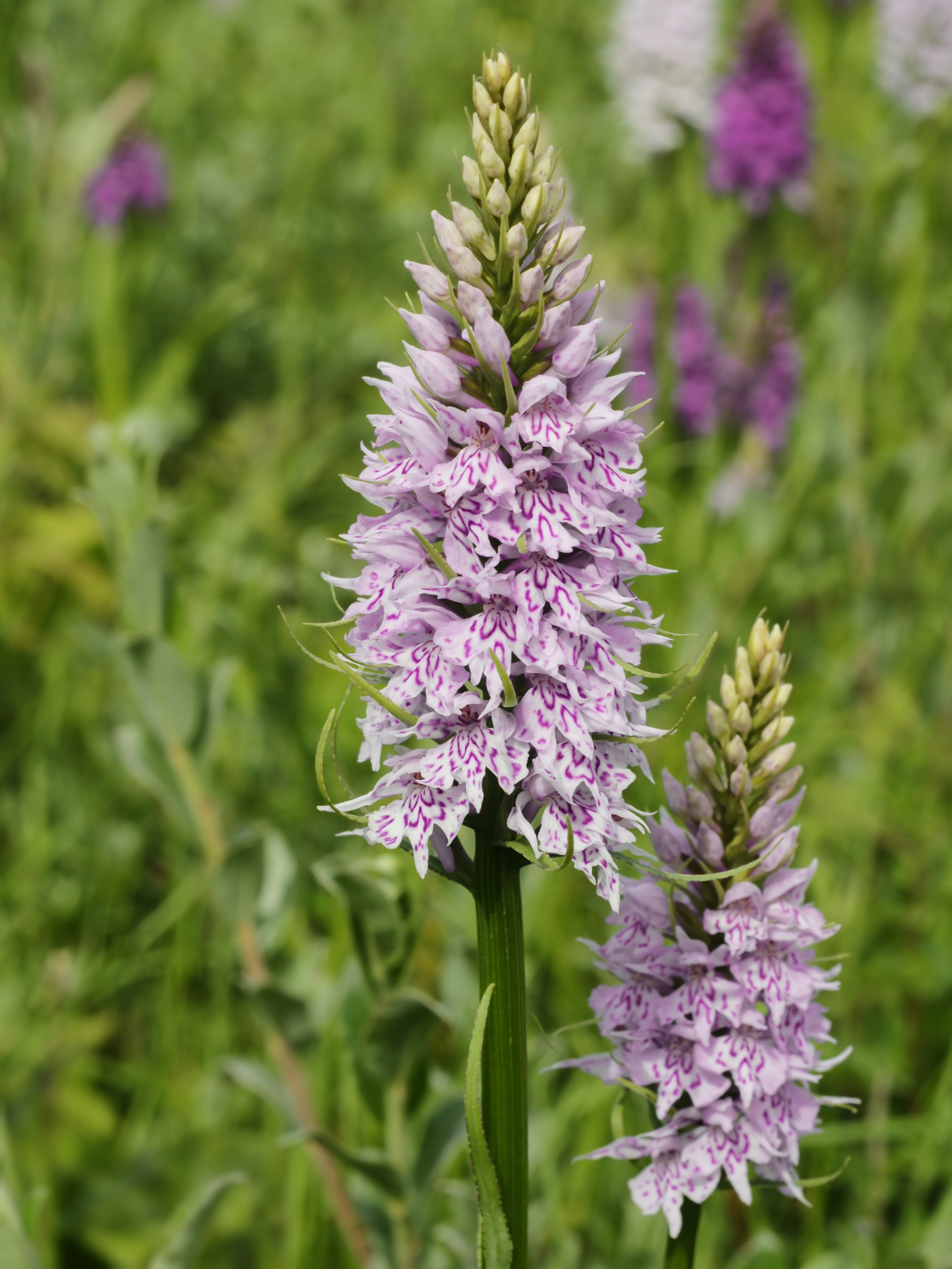
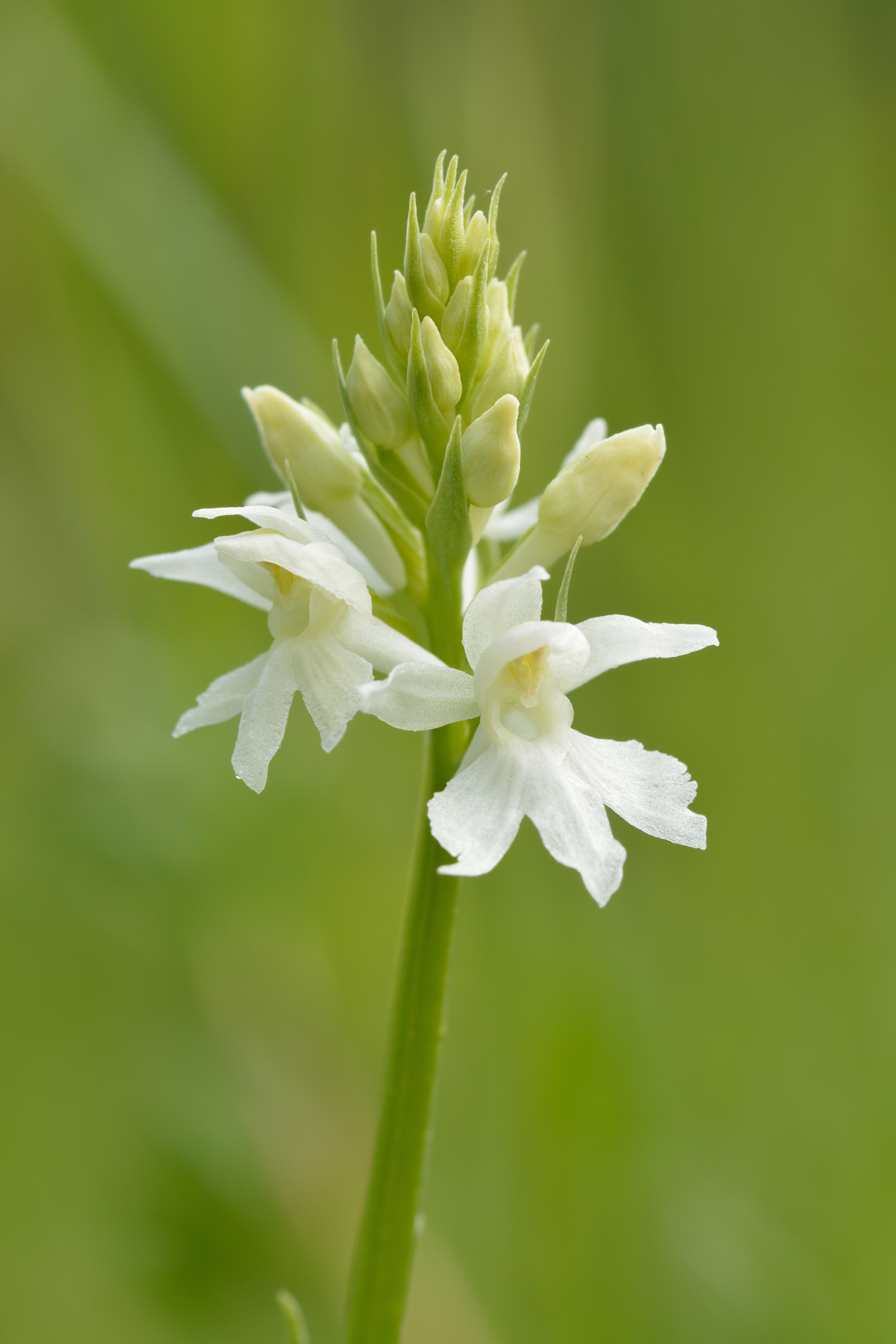
var. alba